# Nadir Benmati
Adbullah Nadir Benmati, né à Constantine en Algérie en 1944, est un homme politique algérien. Il a été désigné ministre de l'Habitat et de l'Urbanisme dans le Gouvernement de Kasdi Merbah le 9 novembre 1988.

## Biographie
Il fait ses études primaires et secondaires dans sa ville natale et obtient un bac Sciences expérimentales. Il est issu d'une vieille famille constantinoise. Il est marié et père de deux enfants.
Ses études universitaires se déroulent à l'Université d'Alger avec l'obtention d'une licence et d'un DES es sciences économiques en 1969 et en 1971. Il effectue son Service national de 1969 à 1971. Il commence à travailler comme cadre dans une entreprise de construction. Il accède à des postes de responsabilité dans cette grande entreprise. En 1977 il est appelé au ministère de la Construction où il va assurer des responsabilités de Directeur puis de directeur général jusqu'en 1988.  
Il est nommé ministre de l'Urbanisme et de la Construction entre 1988 et 1989 dans le Gouvernement de Kasdi Merbah. Sous son impulsion un important programme de réalisation de logements sociaux est lancé. Il mettra en place une commission d'attribution de ces logements visant à une meilleure justice et à la transparence (Décret de 1989).
Il est professeur d'économie urbaine à l'ENA d'Alger de 1980 à 1989 et auteur de deux essais, Le Concept d'économies externes en 1972 et L'Habitat du Tiers-Monde en 1982. En 1978 il obtient un DES du CNAM à Paris et en 1980, soutient avec succès un Doctorat d’État es sciences économiques à l'université Paris 2, sous la conduite du professeur Jacques Austruy.
Sur le plan associatif il est membre de l'Union des sociologues et des économistes algériens dont il sera secrétaire général de 1982 à 1988. Sur le plan sportif il a pratiqué le hand-ball à un haut niveau et a été sélectionné dans l'équipe nationale d'Algérie en 1965.
Enseignant entre 1990 et 1992 il décide de se consacrer à la Région Méditerranée. En 1992, il s'installe en France où il crée des activités dans le domaine de l'immobilier. Il participe à la création de la société Ipromat en Algérie. Il développe entre 1992 et 2012 des activités de conseil en économie de la construction.
Membre du Rotary il participe à la réalisation de divers projets y compris pour le financement d'une école en Algérie après le séisme de Boumerdès.
Depuis 2002, il développe ses activités dans son domaine de prédilection[Lequel ?] en multipliant les conférences et les publications. Les deux thèmes principaux de ses conférences sont, sur le plan géopolitique, Les Interrogations sur l'avenir des pays du sud de la Méditerranée et sur le plan culturel, La Bibliothèque d'Alexandrie, des siècles de lumière et de feux.
En 2015, il crée le Cercle Méditerrapaix et en 2016, prend la Présidence du COCM (Comité d'organisation de la course méditerrapaix), prévue pour septembre 2017.

## Publications
- Le Concept d'économies externes (1972)
- L'Habitat du Tiers-Monde (1982)
- Cagnes sur Mer (ouvrage collectif en 1977)
- Le Centenaire du Rotary International (2005)
- Les Fondamentaux du Rotary (Sur un support inter actif, en 2009).
- Méditerrapaix (2014)
- La Bibliothèque d'Alexandrie (2015)